# Đại chiến chó mèo: Kitty Galore báo thù
Đại chiến chó mèo: Kitty Galore báo thù (tựa tiếng Anh: Cats & Dogs: The Revenge of Kitty Galore, hay Cats & Dogs 2 hoặc Cats & Dogs 2: The Revenge of Kitty Galore) là một phim điện ảnh gián điệp hài hước của Úc-Mỹ năm 2010 do Brad Peyton đạo diễn, Andrew Lazar, Polly Johnsen, Greg Michael và Brent O'Connor chịu trách nhiệm sản xuất với phần âm nhạc do Christopher Lennertz đảm nhiệm và phần kịch bản do Ron J. Friedman và Steve Bencich viết. Phim có sự góp mặt của Chris O'Donnell và Jack McBrayer, cũng như sự tham gia lồng tiếng của James Marsden, Nick Nolte, Christina Applegate, Katt Williams, Bette Midler và Neil Patrick Harris. Đây là phần tiếp nối độc lập với phim Cats & Dogs (2001) khi tập trung vào các nhân vật thú nhiều hơn phần trước và do hãng Warner Bros. Pictures phát hành ngày 30 tháng 7 năm 2010 tại Hoa Kỳ.